# Osceola (Film)
Osceola ist ein DEFA-Indianerfilm des Filmregisseurs Konrad Petzold und der Gruppe Roter Kreis aus dem Jahr 1971. Der in Zusammenarbeit mit Kino-Zentrum Sofia (Bulgarien) und ICAIC Havanna (Kuba) entstandene Western handelt vom Kampf des Indianerhäuptlings Osceola und seines Stammes um ihr Acker- und Weideland im Süden Nordamerikas, das sie gegen reiche weiße Amerikaner verteidigen müssen. Andererseits wird in dem Film auch die Rolle der schwarzen Bevölkerung in dieser Auseinandersetzung thematisiert.
Die Uraufführung fand am 26. Juni 1971 in der Rostocker Freilichtbühne statt. Am 30. Juli 1971 kam der Film in die  DDR-Kinos. Der Originaltitel des Films war Osceola; die bundesdeutschen Video/DVD-Veröffentlichungen laufen unter dem Verweistitel Osceola – Die rechte Hand der Vergeltung.

## Handlung
1835. Der Indianerhäuptling Osceola und dessen Stamm, die Seminolen, leben friedlich in Florida vom Ackerbau und der Jagd. Sie streben ein ruhiges Zusammenleben mit ihren weißen Nachbarn an. Einige derer haben die gleichen Interessen wie der Sklavereigegner Moore, der ein Sägewerk in der Nähe besitzt. Moore beschäftigt auch Farbige, diese aber nicht als Sklaven, sondern als Lohnarbeiter. Doch es gibt auch welche, denen die Seminolen schon lange ein Dorn im Auge sind, so zum Beispiel der reiche Plantagenbesitzer und Sklavenhalter Raynes, der auf dem Land der Seminolen Zuckerrohr anbauen will. Einige entlaufene Sklaven leben bei den Seminolen, was er als Diebstahl von „Privateigentum“ ansieht. 
Als seine Tochter Gladis ihm berichtet, Osceola hätte ihr Pferd erschreckt (in Wirklichkeit hat er ihr geholfen, das durchgegangene Pferd anzuhalten) und noch dazu einem weiteren Sklaven die Flucht zu den Indianern gelingt, beschließt Raynes zu handeln. Er beauftragt einige Schläger und den Sklavenaufseher Hammer, die Indianer in eine Falle zu locken, um die entlaufenen Sklaven zurückzubringen. Major Thompson besticht den Seminolenhäuptling Emathla mit viel Geld und verlangt dafür nur die Umsiedlung der Seminolen in ein „überaus fruchtbares Land“ in Arkansas. Osceola wird Zeuge der Bestechung und rät seinen Stammesmitgliedern davon ab, Emathla zu folgen, da er ahnt, dass dies eine Falle ist. In Notwehr erschießt er Emathla. Nur eine Handvoll Indianer glaubt den falschen Versprechungen, sie ziehen trotz der Warnung weiter und werden wenig später von Hammer und seinen Leuten kaltblütig niedergeschossen. Anschließend entführt Hammer im Auftrag von Raynes Osceolas Frau Che-Cho-Ter. Als ein Kanonenboot eine große Anzahl geflohener Sklaven unter Beschuss nimmt, merkt Osceola, dass er den Krieg nicht länger verhindern kann und greift ein. Erst befreit er seine Frau aus den Händen von Raynes, wobei Hammer zu Tode kommt und das Herrenhaus in Brand setzt, anschließend sprengt er mit Hilfe einer List das Kanonenboot in die Luft. Am Ende können die geflohenen Sklaven zusammen mit den Indianern auf Booten fliehen. Moore, dessen Sägewerk vom Kanonenboot zerstört wurde, flieht Richtung Norden, da er in Florida keine Existenz mehr hat. Für die Seminolen ist dies der Beginn eines sieben Jahre dauernden Krieges, der noch viele Opfer auf beiden Seiten fordern wird.

## Kritik
„Ein geradlinig erzählter Indianerfilm“, urteilte das Lexikon des internationalen Films, während Joe Hembus den Film als „so authentisch und so aufregend wie ein Schulfunkprogramm“ bezeichnete.